# Marina Lima
Marina Correia Lima (Rio de Janeiro, 17 settembre 1955) è una cantautrice e attrice brasiliana.
Viene considerata una delle maggiori cantanti rock del suo Paese.

## Biografia
Nata in Brasile , ma trasferitasi piccolissima con la famiglia negli Stati Uniti, a Washington, dove è rimasta fino all'età di 22 anni, Marina Lima ha imparato l'inglese prima del portoghese. É sorella del filosofo, paroliere e poeta Antonio Cicero, autore anche di diverse sue canzoni. Ha cominciato a occuparsi di musica appena ritornata in Brasile, intenzionata a diventare autrice, prendendo nel contempo lezioni di chitarra e altri strumenti.
Decisivo per lei è stato l'incontro con Gal Costa, che rimasta impressionata da una sua composizione (Meu Doce Amor) l'ha poi messa in repertorio: le due cantanti sono anche state sentimentalmente legate per un breve periodo. Guadagnatasi così l'attenzione del pubblico, Marina Lima si è convinta a proporsi come interprete delle proprie canzoni, e nel 1979 è uscito il suo primo album, dove già è possibile riconoscere quel particolare sound tra pop e rock che sarà tipico della sua carriera. La consacrazione è arrivata poi nel 1984 con Fullgas, canzone contenuta nell'omonimo album, grande successo in patria. Nel 1993 Marina Lima ha raggiunto l'apice della popolarità con O Chamado, un album bilingue (portoghese e inglese) che verrà distribuito anche negli Stati Uniti, lanciandola così a livello mondiale. Sennonché, già l'anno successivo, per Marina Lima è iniziato un periodo difficile, condizionato da un problema alle corde vocali (che ha fatto temere per la sua voce, anche a causa di un errore medico in sede di trattamento) cui si è poi aggiunta una profonda depressione (come ha rivelato la cantante, la crisi era esplosa in seguito alla morte del padre e alla contemporanea rottura del legame con la donna all'epoca sua compagna).
Lo straordinario successo del CD Acustico MTV, inciso nel 2003 e risultato il più venduto dell'anno in Brasile, ha aperto la strada alla ritrovata serenità dell'artista, la quale ha poi pubblicato altri due fortunati album (nel 2006 e nel 2011). Nel 2018, dopo una pausa durata sette anni, ha inciso un nuovo CD, Novas Famílias, contenente canzoni di genere funk carioca. 
Marina Lima è anche apparsa in alcuni film, tra cui Radio Pirata.

## Vita privata
Si è dichiarata bisessuale solo nel 2015, a 60 anni, in un'intervista da lei concessa. Nella sua vita sentimentale, oltre a Gal Costa, ci sono state Preta Gil, Luiza Possi e Patrícia Pillar. Marina Lima è stata compagna anche di Davi Moraes (figlio di Moraes Moreira) e Moreno Veloso (figlio di Caetano).

## Curiosità
- Il suo singolo Pra Começar è la sigla della telenovela Roda De Fogo, trasmessa in Italia su Telemontecarlo negli anni ottanta col titolo Potere: nell'edizione italiana la canzone, che presenta un testo tradotto (il titolo diventa L'amore può), è interpretata da Valeria Nicoletta.

## Discografia
- 2018 Novas Famílias
- 2011 Climax
- 2006 Lá Nos Primórdios
- 2003 Acústico MTV
- 2001 Setembro
- 2000 Síssi Na Sua - Ao Vivo
- 1998 Pierrot do Brasil
- 1996 Registros à Meia-Voz
- 1995 Abrigo
- 1993 O Chamado
- 1991 Marina Lima
- 1989 Próxima Parada
- 1987 Virgem
- 1986 Todas Ao Vivo
- 1985 Todas
- 1984 Fullgás
- 1982 Desta Vida, Desta Arte
- 1981 Certos Acordes
- 1981 Olhos Felizes
- 1979 Simples Como Fogo